# Włodzimierz Lubański
Wlódzimierz Leonard Lubański (Gliwice, Polonia, 28 de febrero de 1947) es un jugador de fútbol que jugó como delantero en la selección polaca.
Wlódzimierz Lubański tuvo hasta 2017 (donde Robert Lewandowski se lo arrebato) el récord polaco de goles con su selección: 48 en 75 partidos. Fue el futbolista más joven en debutar, cuando con 16 años participó con su selección en la victoria por 9-0 ante Noruega en septiembre de 1963. A pesar de alguna lesión, jugó con la selección de su país durante 18 temporadas´.
Participó en el Mundial de 1978 y en las Olimpiadas de 1972 obteniendo la medalla de oro con el combinado polaco.

## Clubes
- GKS Gliwice 1958 - 62
- Górnik Zabrze 1963 - 75
- KSC Lokeren 1975 - 82
- FC Valenciennes 1982 - 84
- Quimper KFC 1983 – 85
- Racing de Malinas 1985

## Palmarés

### Participaciones internacionales
| Título                                | Club          | Sede  | Año     |
| ------------------------------------- | ------------- | ----- | ------- |
| Subcampeón Recopa de Europa de fútbol | Górnik Zabrze | Viena | 1969/70 |

### Campeonatos nacionales
| Título               | Club          | País    | Año                                      |
| -------------------- | ------------- | ------- | ---------------------------------------- |
| Ekstraklasa: (7)     | Górnik Zabrze | Polonia | 1963, 1964, 1965, 1966, 1967, 1971, 1972 |
| Copa de Polonia: (6) | Górnik Zabrze | Polonia | 1965, 1968, 1969, 1970, 1971, 1972       |

## Clubes y estadísticas

### Como futbolista
| Club              | País    | Año       | PJ  | Goles |
| ----------------- | ------- | --------- | --- | ----- |
| Sośnica Gliwice   | Polonia | ?         | ?   | ?     |
| GKS Gliwice       | Polonia | 1958-1962 | ?   | ?     |
| Górnik Zabrze     | Polonia | 1963-1975 | 234 | (155) |
| KSC Lokeren       | Bélgica | 1975-1982 | 192 | (82)  |
| FC Valenciennes   | Francia | 1982-1984 | 31  | (28)  |
| Quimper KFC       | Francia | 1983–1985 | 58  | (14)  |
| Racing de Malinas | Bélgica | 1985      | 1   | (0)   |

## Participaciones internacionales
| Evento                            | Sede   | Resultado |
| --------------------------------- | ------ | --------- |
| Torneo Olímpico de Fútbol de 1972 | Múnich | Oro       |

## Participaciones en Copas del Mundo
| Mundial                        | Sede      | Resultado |
| ------------------------------ | --------- | --------- |
| Copa Mundial de Fútbol de 1978 | Argentina | 5         |